# NGC 5163
NGC 5163 је елиптична галаксија у сазвежђу Велики медвед која се налази на NGC листи објеката дубоког неба.
Деклинација објекта је + 52° 45' 15" а ректасцензија 13h 26m 54,1s. Привидна величина (магнитуда) објекта NGC 5163 износи 14,1 а фотографска магнитуда 15,1. NGC 5163 је још познат и под ознакама UGC 8453, MCG 9-22-62, CGCG 271-40, NPM1G +53.0156, PGC 47096.